# 防衛省市ヶ谷地区

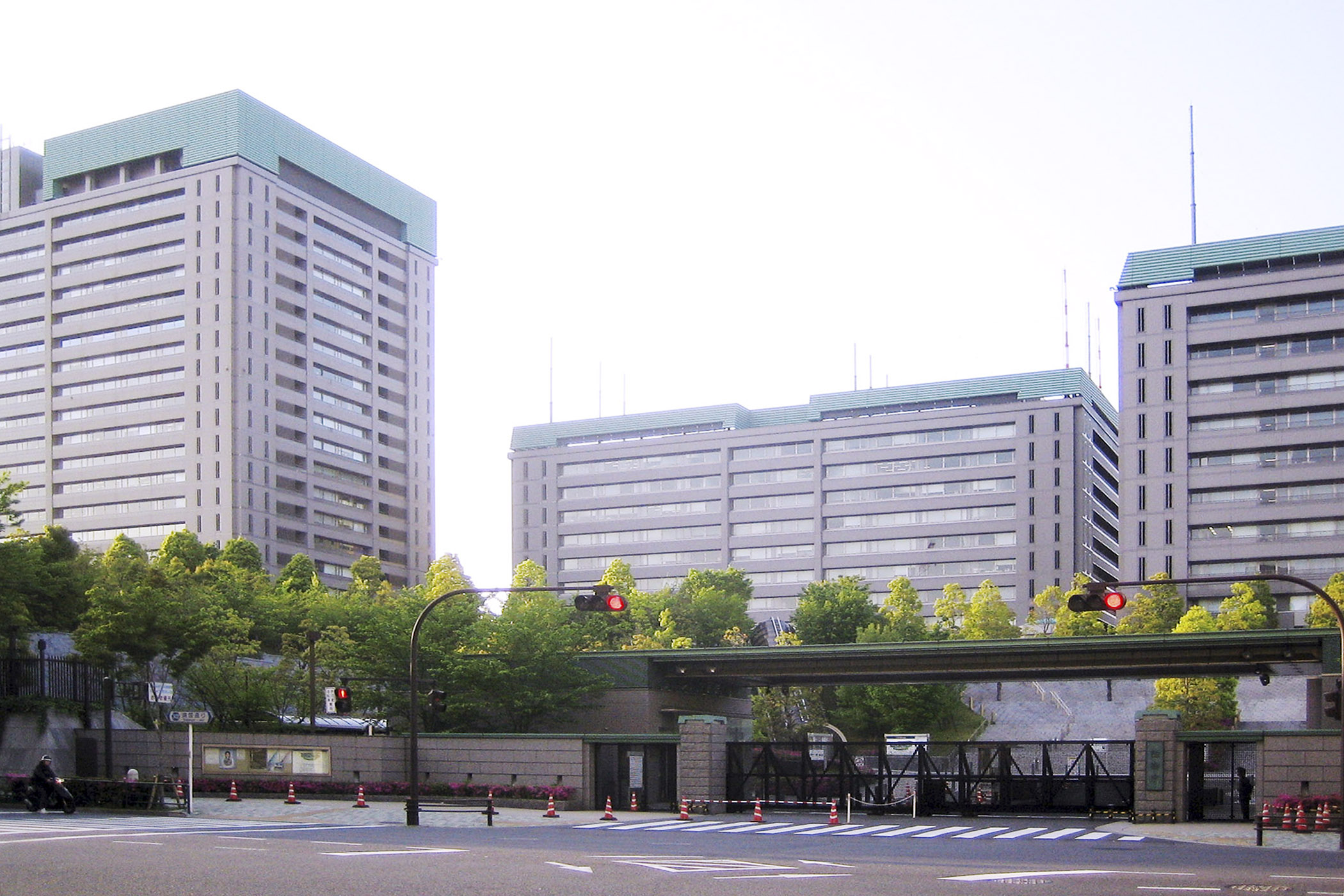
防衛省市ヶ谷庁舎。左からA棟・D棟・E1棟

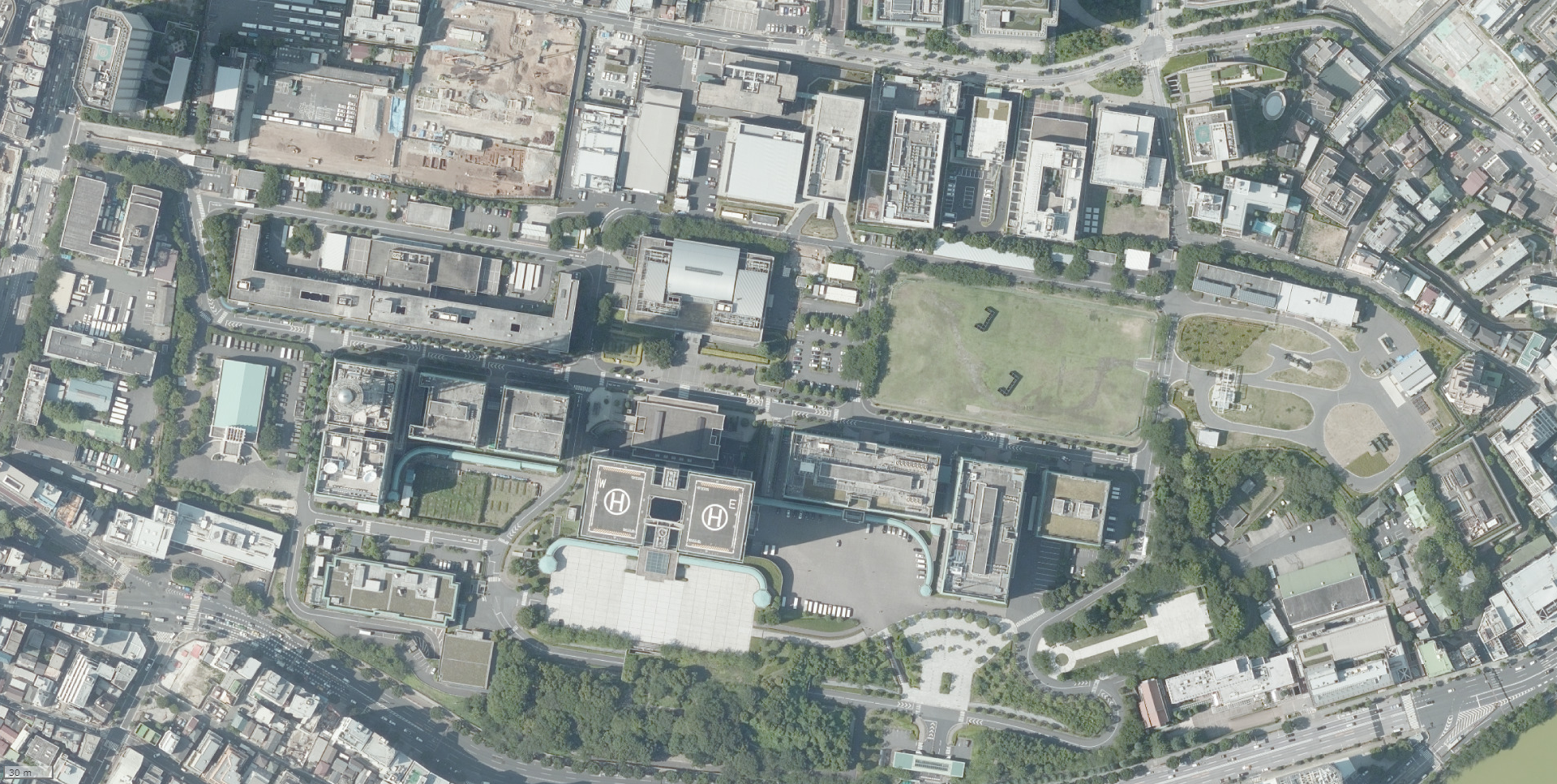
航空写真（国土地理院撮影）

防衛省市ヶ谷地区（ぼうえいしょういちがやちく、Ichigaya Area）または防衛省市ヶ谷庁舎（ぼうえいしょういちがやちょうしゃ、Ichigaya Building）は、東京都新宿区市谷本村町5-1に所在する防衛省施設である。陸上自衛隊においては市ヶ谷駐屯地（いちがやちゅうとんち、JGSDF Camp Ichigaya）、海上自衛隊においては市ヶ谷地区（いちがやちく、JMSDF Ichigaya Area）、航空自衛隊においては市ヶ谷基地（いちがやきち、JASDF Ichigaya Base）と呼称される。「市ヶ谷」は「市谷」と記述されることもあり、表記はまちまちである。

## 概要
防衛省本省（内部部局）のみならず陸上・海上・航空の3幕僚監部、そしてこれらを更に統べる統合幕僚監部も所在する日本の国防の中枢である。駐屯地司令は陸上自衛隊中央業務支援隊長が、基地司令は航空自衛隊航空中央業務隊司令が兼務している。
庁舎A棟地下には自衛隊の指揮命令中枢である中央指揮所が設置されている。庁舎B棟から伸びる防衛省市ヶ谷無線鉄塔（通信鉄塔）は、建物部分を含め220メートルの高さがある。
敷地内に弾道ミサイル攻撃対処用ペトリオットPAC-3の展開基盤が整備されており、空自中部高射群が分遣隊（第1高射隊市ヶ谷分遣班）を常駐させ対応している。また、庁舎A棟の屋上にヘリポートとして「市ヶ谷場外離着陸場」が設置されており、ICAO空港コード「RJAI」として登録されている。
防衛省が実施している「市ヶ谷台ツアー」に参加することで、一般人でも一部見学することができる。
2016年（平成28年）8月に防衛研究所が、同年9月に統合幕僚学校国際平和協力センターが防衛省目黒地区からこの年新設された庁舎F棟に移転入居した。

## 沿革
日本陸軍

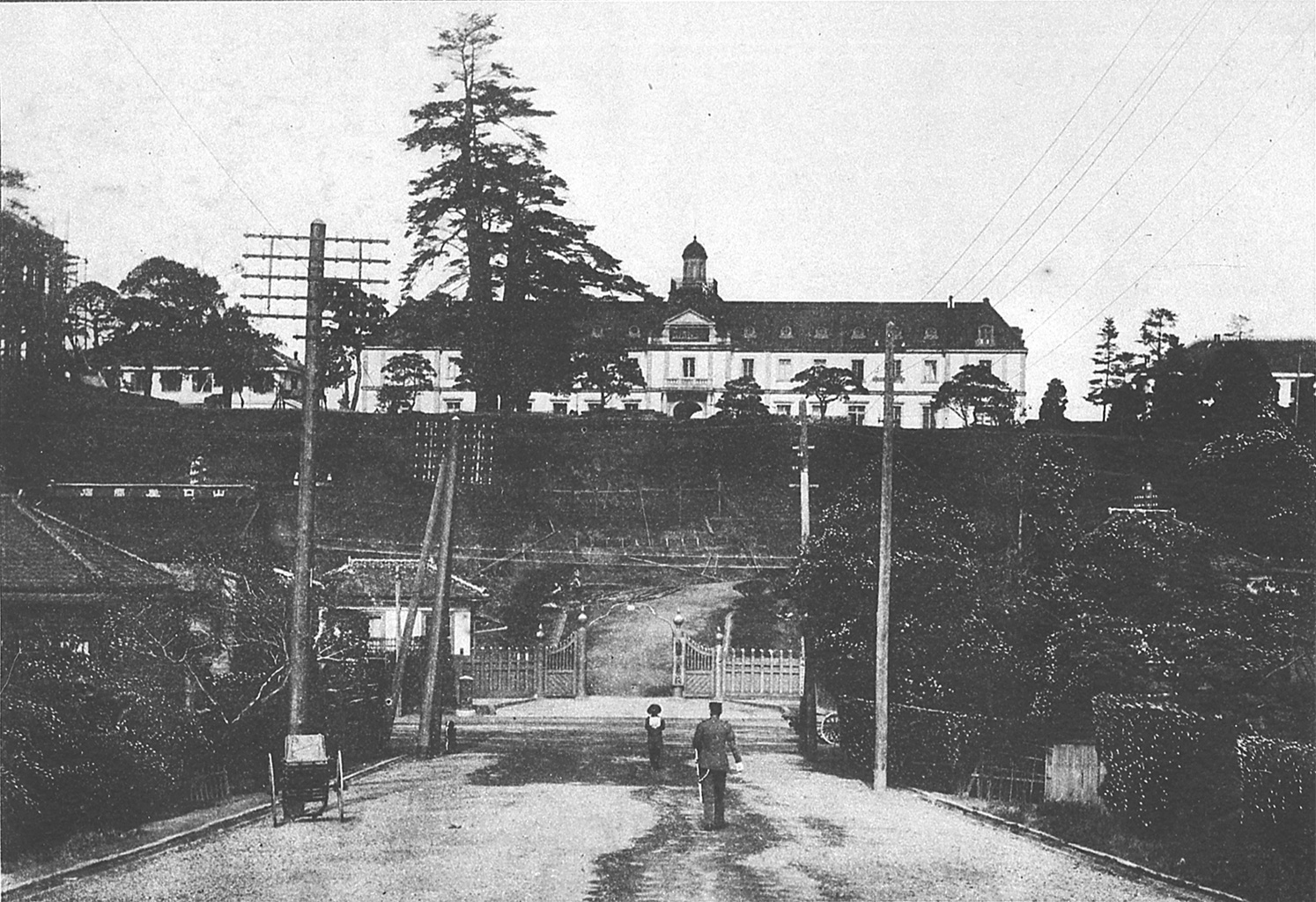
1907年（明治40年）当時、市ヶ谷台に位置する陸軍士官学校本部と正門。「市ヶ谷台上」とも称されていた通り陸士は台地に置かれ、この丘は現在の防衛省市ヶ谷地区にも残り陸士跡に建つ防衛省市ヶ谷庁舎も丘の上にある。手前の坂が当時の武窓用語における「極楽坂」と「地獄坂」。関東大震災罹災により陸士校舎郡は次掲の近代的なものに逐次建替えされている

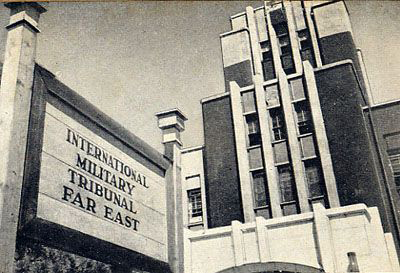
第二次世界大戦敗戦直後の市ヶ谷台の陸軍省（1937年6月に陸軍士官学校本部として建設。陸士の座間移転後は陸軍予科士官学校本部となり、さらに予士の朝霞移転後は陸軍省がこれを使用した）。旧陸士本部・大講堂等は戦後長らく陸自が使用していたが、防衛庁本庁市ヶ谷庁舎（現防衛省市ヶ谷庁舎）の新建設に伴い、解体・移設を経て一部が復元され市ヶ谷記念館として現在も残る

- 1874年（明治7年）12月：市ヶ谷台に陸軍士官学校が開校される。
- 1937年（昭和12年）8月：陸軍士官学校（旧陸軍士官学校本科）が座間（現・キャンプ座間、座間駐屯地）に移転（相武台）、独立した陸軍予科士官学校（旧陸軍士官学校予科）は市ヶ谷台に残る。
- 1941年（昭和16年）
  - 9月：陸軍予科士官学校が朝霞（現・朝霞駐屯地）に移転（振武台）。
  - 12月：陸軍省・参謀本部（大本営陸軍部）・教育総監部・陸軍航空総監部が三宅坂より市ヶ谷台に移転。
- 1946年（昭和20年）：極東国際軍事裁判法廷に旧陸士大講堂が利用された。

自衛隊
陸上自衛隊市ヶ谷分屯地
- 1959年（昭和34年）
  - 12月15日：練馬駐屯地市ヶ谷分屯地が設置[3]される。
  - 12月20日 - 26日：陸海空幹部学校が小平駐屯地から移転。

陸上自衛隊市ヶ谷駐屯地・海上自衛隊市ヶ谷地区・航空自衛隊市ヶ谷基地
- 1960年（昭和35年）1月14日：練馬駐屯地市ヶ谷分屯地が駐屯地に昇格し、市ヶ谷基地が新設[4]。東部方面総監部が開庁。
- 1961年（昭和36年）8月1日：統合幕僚会議に統合幕僚学校が市ヶ谷駐屯地に附置新設。
- 1962年（昭和37年）1月18日：習志野駐屯地から移駐した第1普通科連隊第2大隊を母体に第32普通科連隊が新編。
- 1966年（昭和41年）3月29日：市ヶ谷駐屯地桜木町分屯地が廃止（陸上自衛隊訓令第5号）[5]。

- 1967年（昭和42年）1月30日：海上自衛隊需給統制隊が檜町地区から移転。
- 1970年（昭和45年）11月25日：東部方面総監部に三島由紀夫ら楯の会が乱入する事件（三島事件）が発生。
- 1994年（平成06年）
  - 10月1日：防衛庁（当時）移転計画に伴い、統合幕僚学校および陸海空幹部学校は目黒地区[6]に移転。
  - 11月28日：東部方面総監部が朝霞駐屯地へ移駐。
- 1997年（平成09年）
  - 10月16日：海上自衛隊需給統制隊が十条地区へ移転。
  - 12月1日：航空自衛隊補給本部が十条基地へ移転。
  - 12月：陸上自衛隊資材統制隊が十条駐屯地へ移駐。
- 1999年（平成11年）12月1日：第32普通科連隊が大宮駐屯地へ移駐。
- 2000年（平成12年）
  - 3月28日：陸上自衛隊中央業務支援隊が新編。隊長が市ヶ谷駐屯地司令に職務指定。
  - 3月：技術研究本部が防衛庁三宿地区から防衛庁市ヶ谷地区に移転。
  - 5月8日：防衛庁本庁・防衛施設庁が防衛庁檜町地区所在機関、部隊とともに防衛庁檜町地区（東京都港区赤坂および六本木）から防衛庁市ヶ谷地区に移転（檜町地区跡地は東京ミッドタウンとして再開発）。
- 2007年（平成19年）9月1日：防衛施設庁の解体および防衛監察本部を新編、装備本部を装備施設本部へ改組。
- 2009年（平成21年）3月 - 4月：北朝鮮によるミサイル発射実験への対処として、ペトリオットPAC-3を装備する航空自衛隊高射部隊（第1高射群）が初めて展開した。
- 2014年（平成26年）7月28日：庁舎建て替えのため、自衛隊東京地方協力本部が新宿区6丁目の新宿イーストサイドスクエアに仮移転。
- 2015年（平成27年）10月1日：技術研究本部・装備施設本部を廃止し、防衛装備庁を新設。
- 2016年（平成28年）
  - 8月：防衛研究所が防衛省目黒地区から新設されたF1棟[注釈 2]に移転。
  - 8月：北朝鮮弾道ミサイル実験対応のため、これまで発表の都度原隊から移駐させてきた航空自衛隊第1高射群の一部を敷地内に常駐させるようになる。
  - 9月：統合幕僚学校国際平和協力センターが防衛省目黒地区からF2棟に移転。
- 2017年（平成29年）3月27日：北朝鮮によるミサイル発射実験への対処として展開していた第1高射隊「市ヶ谷派遣班（仮）」が正式に「市ヶ谷分遣班」となり、市ヶ谷地区に常駐[7]。
- 2018年（平成30年）
  - 3月27日：陸上自衛隊の大規模改編に伴う部隊移駐等。

  1. 通信団（防衛大臣直轄部隊）が陸上総隊隷下のシステム通信団に改編。
  2. 中央情報隊（防衛大臣直轄部隊）が陸上総隊隷下に改組の上、基礎情報隊を残し朝霞駐屯地に移駐。

  - 6月18日：庁舎建替のため新宿区6丁目の新宿イーストサイドスクエアに仮移転していた自衛隊東京地方協力本部が地区隣接地（市谷本村町10番1号）に移転。
- 2020年（令和02年）10月1日：海上自衛隊の組織改編により、情報業務群隷下にあった基礎情報支援隊が廃止。印刷補給隊は東京業務隊に統合[8][9]。
- 2022年（令和04年）3月1日：海上自衛隊警務隊の改編により、東京地方警務隊本部を横須賀地方警務隊東京警務分遣隊に改編[10]。
- 2023年（令和05年）3月16日：第1高射群が中部高射群に改編され、第1高射隊が中部高射群隷下に編入。
- 2025年（令和07年）3月24日：部隊新編等。

1. 統合作戦司令部が新編。
2. 海上自衛隊東京業務隊が廃止。海上自衛隊中央業務会計隊が新編[11]。

## 主要な所在機関（防衛省本省）

### 内部部局および三幕共同部隊
- 防衛省本省内部部局
  - 大臣官房
  - 防衛政策局
  - 人事教育局
  - 整備計画局
  - 地方協力局
- 統合作戦司令部
- 自衛隊サイバー防衛隊
- 自衛隊情報保全隊本部
  - 中央情報保全隊

### 施設等機関
- 防衛研究所
- 防衛大学校連絡室
- 防衛医科大学校連絡室

### 特別の機関
- 統合幕僚監部
- 陸上幕僚監部
- 海上幕僚監部
- 航空幕僚監部
- 情報本部
- 防衛監察本部
- 防衛会議
- 統合幕僚学校
  - 国際平和協力センター
- 外国軍用品審判所

### 外局
- 防衛装備庁内部部局
  - 長官官房
  - 装備政策部
  - プロジェクト管理部
  - 技術戦略部
  - 調達管理部
  - 調達事業部

## 陸上自衛隊駐屯部隊・機関（市ヶ谷駐屯地）

### 防衛大臣直轄部隊・機関
- 警務隊
  - 中央警務隊
  - 東部方面警務隊
    - 第302保安警務中隊
- 陸上自衛隊中央業務支援隊
- 陸上自衛隊中央管制気象隊
- 陸上自衛隊中央会計隊
- 陸上自衛隊会計監査隊
- ※ 自衛隊東京地方協力本部（地区隣接地の東京都新宿区市谷本村町10番1号に所在）[12]（東部方面総監の指揮監督下）

### 陸上総隊隷下部隊
- システム通信団
  - システム通信団本部
  - システム通信団本部付隊
  - 中央基地システム通信隊
  - 通信保全監査隊
  - サイバー防護隊
  - システム開発隊
  - 第301映像写真中隊
- 中央情報隊
  - 基礎情報隊

## 海上自衛隊所在部隊（市ヶ谷地区）

### 防衛大臣直轄部隊
- システム通信隊群
  - 中央システム通信隊
  - 保全監査隊
- 海上自衛隊警務隊
  - 横須賀地方警務隊
    - 東京警務分遣隊
- 海上自衛隊中央業務会計隊

## 航空自衛隊所在部隊（市ヶ谷基地）

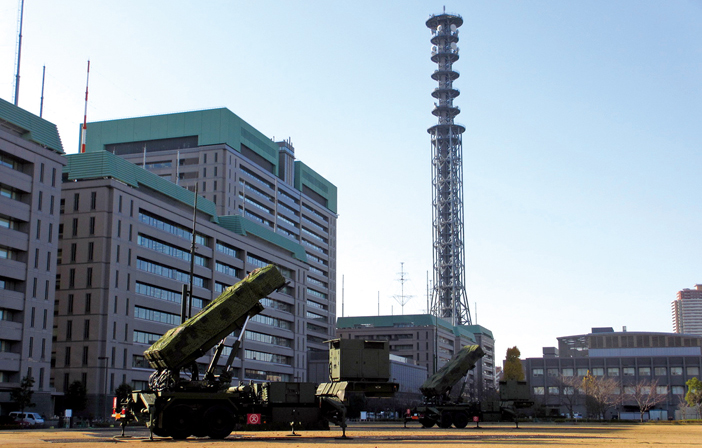
第1高射群（現・中部高射群）のペトリオットPAC-3

### 防衛大臣直轄部隊
- 航空システム通信隊
- 航空警務隊本部
  - 東京地方警務隊
- 航空中央業務隊

### 中部航空方面隊隷下部隊
- 中部高射群
  - 第1高射隊
    - 市ヶ谷分遣班

## 共同施設等
メモリアルゾーン
敷地内に点在していた殉職自衛官慰霊碑や旧日本軍の記念碑など16の碑を、国が約6億円を投じて防衛省東側の約6000平方メートルの一角に集め、整備した。1950年（昭和25年）の警察予備隊創設以来、令和3年度追悼式まで殉職した警察予備隊、保安隊、自衛官は1,964柱で、顕彰者の内訳は陸上自衛隊1,086柱、海上自衛隊470柱、航空自衛隊432柱、その他31柱となっている。殉職自衛官慰霊碑は靖国神社の方に向いている。自衛隊殉職隊員追悼式は原則としてここで執り行われる。
市ヶ谷記念館
庁舎A棟のある場所にあった「1号館」の一部を同駐屯地内薬王寺門付近に移設復元したものである。旧1号館は、1937年（昭和12年）に陸軍士官学校本部として建設され、陸士の座間移転後は陸軍予科士官学校本部となり、さらに予士の朝霞移転後の太平洋戦争中は陸軍省・参謀本部（大本営陸軍部）などが置かれていた。同館大講堂（陸士大講堂）は極東国際軍事裁判の法廷として使用された。1960年（昭和35年）からは陸上自衛隊東部方面総監部が使用、1970年（昭和45年）に三島事件の現場ともなった。防衛庁本庁の新庁舎建設・移転に伴い解体されたが、便殿の間（天皇の陸士行幸時に利用した部屋）や校長室（陸軍省時代は陸軍大臣室）を含む本部正面・車寄せや大講堂といった一部分のみを残し、1998年（平成10年）に現在の場所に移設された。
その他
厚生棟内には防衛省共済組合本省支部のほか、ファミリーマート、セブンイレブンやドトールコーヒーショップなどの小売・飲食店がある（過去にはサブウェイやヤマザキショップ、スターバックスなどがあったが、現在は閉店している）。厚生棟の2階には託児施設が開設された。
- メモリアルゾーン
- メモリアルゾーンの殉職者慰霊碑に献花するアメリカ合衆国国防長官ロバート・ゲーツ
- 市ヶ谷記念館

## 警備
正門は24時間体制で民間警備員らが配置されている。更に、陸海空の3自衛隊の隊員が小銃を携帯した上で交代で警戒に当たっている。

## 最寄の幹線交通
- 高速道路：首都高速都心環状線 神田橋出入口、首都高速4号新宿線 外苑出入口、首都高速5号池袋線 飯田橋出入口/早稲田出口
- 一般道：国道20号、東京都道・埼玉県道4号東京所沢線、東京都道302号新宿両国線、東京都道319号環状三号線、東京都道405号外濠環状線、東京都道433号神楽坂高円寺線
- 鉄道：JR東日本中央線/東京メトロ丸ノ内線・南北線 四ツ谷駅、JR東日本中央線/東京メトロ南北線・有楽町線/都営地下鉄新宿線 市ケ谷駅、都営地下鉄新宿線 曙橋駅、都営地下鉄大江戸線 牛込柳町駅
- 路線バス：都営バス防衛省前停留所、市谷仲之町交差点（防衛省薬王寺門前）停留所
- 港湾：東京港（指定特定重要港湾）
- 飛行場：東京国際空港（第一種空港）調布飛行場、横田飛行場、入間基地、立川飛行場（その他の飛行場）東京ヘリポート（公共用ヘリポート）